# A magyar labdarúgó-válogatott 1953. november 25-i mérkőzése
6 : 3 volt az eredménye annak a legendás labdarúgó-mérkőzésnek, amelyet a magyar futballválogatott vívott 1953-ban a londoni Wembley Stadionban az angol labdarúgócsapattal, és amelyen a magyarok legyőzték a kontinentális európai csapat ellen hazai pályán 90 éve veretlen Angliát.

## Előzmények
Sebes Gusztáv már az olimpián lekötötte az Anglia elleni összecsapást. Ezt a párt első embere, Rákosi Mátyás nehezményezte, és ennek hangot is adott. A kapitány ezen akciója után kétséges volt, hogy az ország vezetése engedélyt ad a kiutazásra egy esetleges kudarc miatt.
| „                               | Világosan írtam le a sérelmemet az angol mérkőzéssel kapcsolatban. Remegnem kellett, mert lekötöttem. Vád volt ellenem, hogy engedély nélkül kötöttem le. | ” |
| – Sebes Gusztáv feljegyzéseiből | |   |

Végül a korábbi jó szereplés és az Aranycsapat képviselte propaganda mégis utat nyitott, hiszen a mérkőzést nem csak a két országban figyelték, hanem egész Európa és az akkori futballvilág.
Az angolok az „évszázad mérkőzésének” hirdették ezt a találkozót, ahol két világ, két futballnagyhatalom, a múlt játékstílusa az újítók, a sportág kitalálói és az olimpiai bajnok csapott össze az „angol oroszlánok” és a „mágikus magyarok”.
A magyar csapat felkészülése rendkívül precízen zajlott. Kiszűrték az ellenfél taktikájának előnyeit és hátrányait. Olyannyira fontosnak érezték ezt a mérkőzést, hogy a Wembley Stadion paramétereit átmodellezték a Vasas pályára, hogy a játékosok még jobban szokják a kinti körülményeket.

## Keretek
megjegyzés: A táblázatokban szereplő adatok a mérkőzés előtti állapotnak megfelelőek.
Az Angliába kiutazó magyar keret tagjai.
| Magyarország                       | Magyarország     | Magyarország                     | Magyarország | Magyarország | Magyarország     | Magyarország                            |
| P.                                 | Név              | Születési idő és életkor         | Vál.         | Gól          | Klub             | Utolsó válogatottság                    |
| ---------------------------------- | ---------------- | -------------------------------- | ------------ | ------------ | ---------------- | --------------------------------------- |
| K                                  | Grosics Gyula    | 1926. február 4. (27 évesen)     | 27           | 0            | Bp. Honvéd       | 1953. november 15-én Svédország ellen.  |
| K                                  | Gellér Sándor    | 1925. július 12. (28 évesen)     | 3            | 0            | Bp. Vörös Lobogó | 1952. június 22-én Finnország ellen.    |
| V                                  | Buzánszky Jenő   | 1925. május 4. (28 évesen)       | 19           | 0            | Dorogi Bányász   | 1953. november 15-én Svédország ellen.  |
| V                                  | Lóránt Gyula     | 1923. február 6. (30 évesen)     | 21           | 0            | Bp. Honvéd       | 1953. november 15-én Svédország ellen.  |
| V                                  | Várhidi Pál      | 1931. november 6. (22 évesen)    | 0            | 0            | Bp. Dózsa        | –                                       |
| V                                  | Lantos Mihály    | 1928. szeptember 29. (25 évesen) | 26           | 1            | Bp. Vörös Lobogó | 1953. november 15-én Svédország ellen.  |
| KP                                 | Bozsik József    | 1925. november 28. (27 évesen)   | 44           | 3            | Bp. Honvéd       | 1953. november 15-én Svédország ellen.  |
| KP                                 | Zakariás József  | 1924. március 5. (29 évesen)     | 27           | 0            | Bp. Vörös Lobogó | 1953. november 15-én Svédország ellen.  |
| KP                                 | Kovács Imre      | 1921. november 26. (31 évesen)   | 8            | 0            | Bp. Vörös Lobogó | 1952. július 15-én Románia ellen.       |
| CS                                 | Budai László     | 1928. július 19. (25 évesen)     | 18           | 7            | Bp. Vörös Lobogó | 1953. november 15-én Svédország ellen.  |
| CS                                 | Kocsis Sándor    | 1929. szeptember 21. (24 évesen) | 32           | 35           | Bp. Honvéd       | 1953. október 4-én Csehszlovákia ellen. |
| CS                                 | Hidegkuti Nándor | 1922. március 3. (31 évesen)     | 32           | 21           | Bp. Vörös Lobogó | 1953. november 15-én Svédország ellen.  |
| CS                                 | Puskás Ferenc    | 1927. április 1. (26 évesen)     | 51           | 58           | Bp. Honvéd       | 1953. november 15-én Svédország ellen.  |
| CS                                 | Czibor Zoltán    | 1929. augusztus 23. (24 évesen)  | 22           | 6            | Bp. Honvéd       | 1953. november 15-én Svédország ellen.  |
| CS                                 | Sándor Károly    | 1928. november 26. (24 évesen)   | 9            | 2            | Bp. Vörös Lobogó | 1953. július 5-én Svédország ellen.     |
| CS                                 | Csordás Lajos    | 1932. október 26. (21 évesen)    | 6            | 3            | Bp. Vasas        | 1953. október 11-én Ausztria ellen.     |
| CS                                 | Palotás Péter    | 1929. június 27. (24 évesen)     | 14           | 9            | Bp. Vörös Lobogó | 1953. július 5-én Svédország ellen.     |
| CS                                 | Tóth Mihály      | 1926. szeptember 24. (27 évesen) | 3            | 1            | Bp. Dózsa        | 1953. október 11-én Ausztria ellen.     |
| Szövetségi kapitány: Sebes Gusztáv |                  |                                  |              |              |                  |                                         |

## Az összeállítások

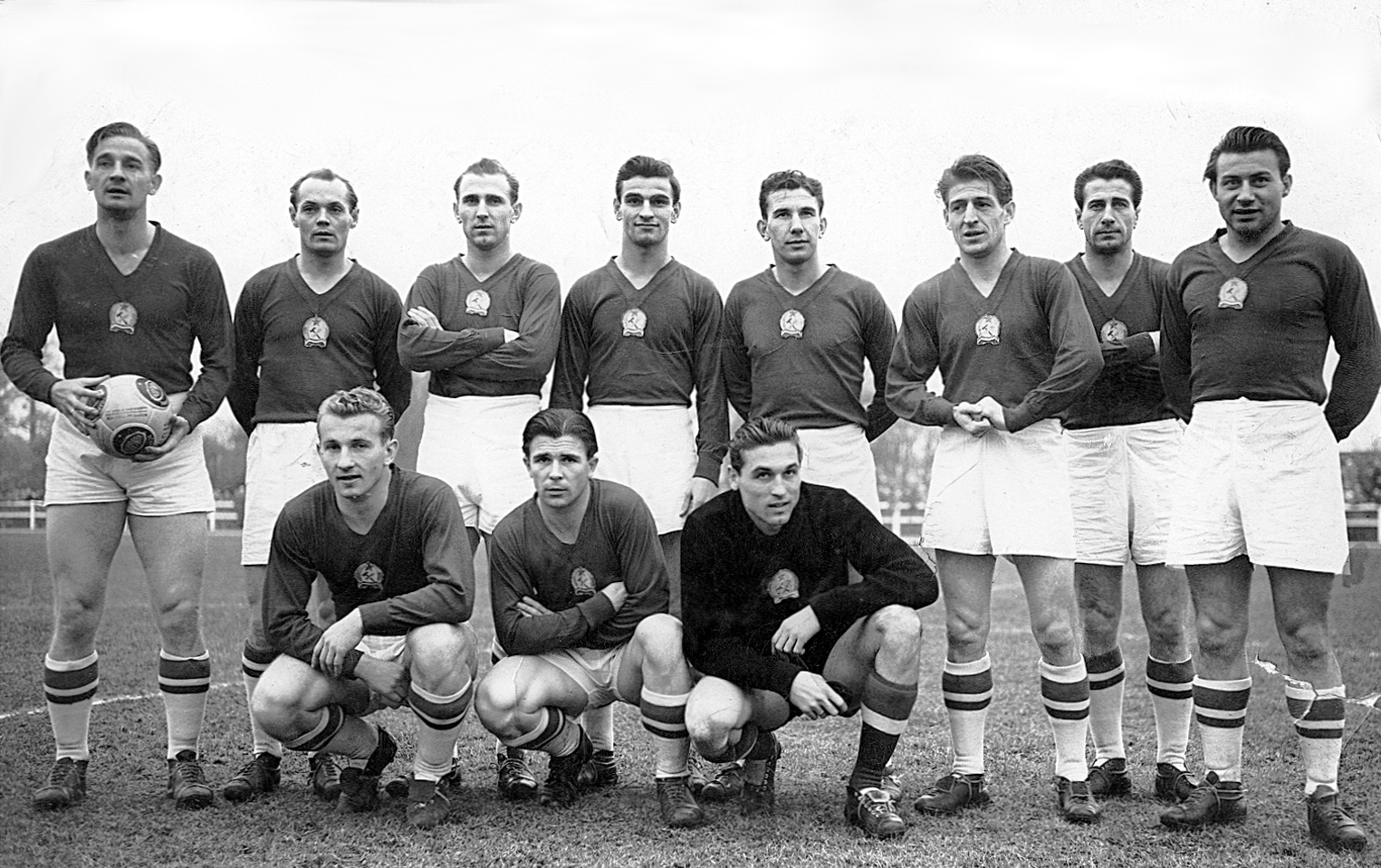
Az aranycsapat 1953-ban
első sor: Lantos Mihály, Puskás Ferenc, Grosics Gyula
hátsó sor: Lóránt Gyula, Buzánszky Jenő, Hidegkuti Nándor, Kocsis Sándor, Zakariás József, Czibor Zoltán, Bozsik József, Budai II. László

| 1953. november 25. |

| Anglia                                         | 3–6   | Magyarország                                   |
| ---------------------------------------------- | ----- | ---------------------------------------------- |
| Sewell 14' Mortensen 38' Ramsey 57' (11-esből) | (2–4) | Hidegkuti 1' 22' 53' Puskás 25' 29' Bozsik 50' |

| Wembley Stadion, London Nézőszám: 105 000 Játékvezető: Leo Horn (holland) Asszisztensek: Johan Bronkhorst, Klaas Schipper (hollandok) |

| ANGLIA:              |    |                  |
| GK                   | 1  | Gil Merrick      |
| RB                   | 2  | Alf Ramsey       |
| LB                   | 3  | Harry Johnston   |
| RH                   | 4  | Bill Eckersley   |
| CB                   | 5  | Billy Wright     |
| LH                   | 6  | Jimmy Dickinson  |
| RW                   | 7  | Stanley Matthews |
| IR                   | 8  | Ernie Taylor     |
| CF                   | 9  | Stan Mortensen   |
| IL                   | 10 | Jackie Sewell    |
| LW                   | 11 | George Robb      |
| Cserék:              |    |                  |
| Szövetségi kapitány: |    |                  |
| Walter Winterbottom  |    |                  |

| MAGYARORSZÁG:        |    |                  |  |     |
| GK                   | 1  | Grosics Gyula    |  | 78' |
| RB                   | 2  | Buzánszky Jenő   |  |     |
| CB                   | 3  | Lóránt Gyula     |  |     |
| LB                   | 4  | Lantos Mihály    |  |     |
| DM                   | 5  | Bozsik József    |  |     |
| CB                   | 6  | Zakariás József  |  |     |
| RW                   | 7  | Budai II László  |  |     |
| FW                   | 8  | Kocsis Sándor    |  |     |
| AM                   | 9  | Hidegkuti Nándor |  |     |
| FW                   | 10 | Puskás Ferenc    |  |     |
| LW                   | 11 | Czibor Zoltán    |  |     |
| Cserék:              |    |                  |  |     |
| GK                   | 12 | Gellér Sándor    |  | 78' |
| Szövetségi kapitány: |    |                  |  |     |
| Sebes Gusztáv        |    |                  |  |     |

|  |

## A mérkőzés

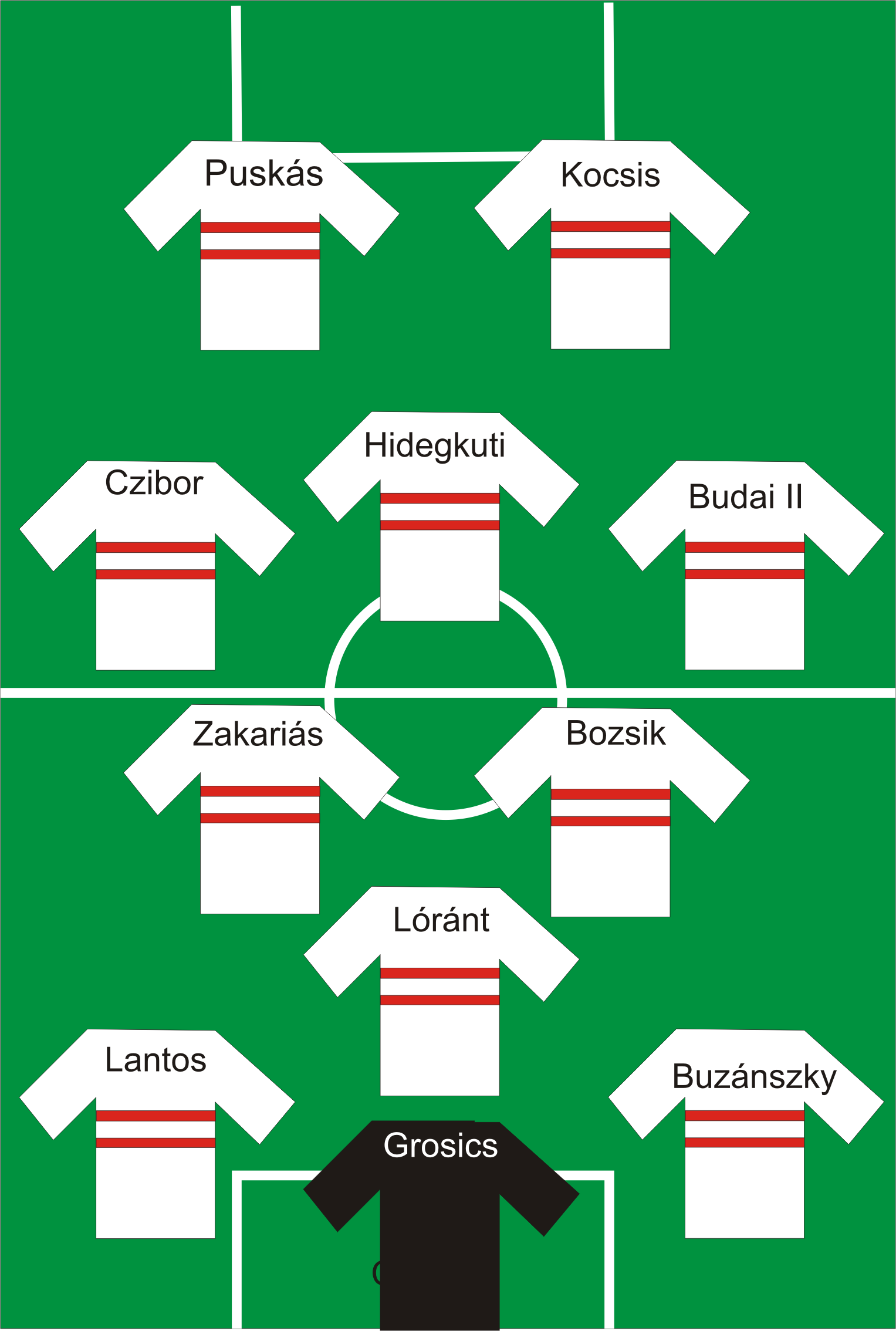
Az Aranycsapat 1953. november 25-én

Az összecsapás előtt pár nappal érkezett meg a csapat a szigetországba. A taktika az ellenfél lerohanása volt. Fontos szerepet kapott a csatársor folyamatos helyváltoztatása, ami segíthetett az ellenfél hátvédsorának szétzilálásában. Az angolok talán le is kezelték a magyar csapatot, a mérkőzés előtt be sem melegítettek intenzíven. Több mint százezer ember várta a helyszínen a mérkőzés kezdetét.
Már az első percben Bozsik labdaszerzéséből Hidegkutit indította, majd egy szóló után az első percben megszületett az első magyar gól. Az akció annyira váratlan volt, hogy a kapusnak mozdulnia sem volt ideje. Alig negyedóra múlva az angolok válaszoltak. Mortensen indította Sewellt, aki a bal alsó sarokba lőtt. A huszadik percnél járt a mérkőzés, amikor a bal oldalon Czibor száguldott fel. Beadása Puskást találta meg, aki Hidegkutinak adta tovább, aki ezzel a második gólját jegyezte ezután. A harmadik magyar gólt gyakran nevezik az „évszázad góljának”. Látványosan hozta fel a magyar csapat a labdát, Czibor laposan begurította az akció végén Puskásnak aki (később világhírű visszahúzós cselével) elfektette a becsúszó Wrightot, az ellenfél csapatkapitányát, a világ egyik legjobb hátvédjét, majd védhetetlenül bombázott a rövid felső sarokba (1–3). Bozsik huszonöt méterről szabadrúgást végezhetett el, amibe félúton Puskás beletette a lábát és az bepattogott az ellenkező kapufához (1–4).
Az első félidőben még Mortensen révén szépített az angol válogatott (2–4).
A második félidőben, az 50. percben Puskás szedett össze egy felszabadító rúgást, Bozsik elé passzolt, aki a tizenhatoson kívülről a kapu jobb oldalán a léc alá lőtte a labdát (2–5). Három perccel később Puskás Hidegkutit hozta helyzetbe, aki góljával mesterhármast állított be (2–6). A végeredményt Ramsey állította be büntetőből (3–6).
A második félidőben mind a két csapat fele annyi gólt lőtt mint első félidőben (1.félidő: 4-2, 2.félidő: 6-3).
| „                     | Olyan erőnlétet láttunk a magyaroknál, amilyet nálunk sohasem követelnek meg...A tragédia az volt, hogy az angol csapat meg tudott volna verni bármely más csapatot a világon - csak a magyart nem...Ez a mérkőzés történelmi fordulatot jelent a labdarúgásban. | ” |
| – Angol sajtóvélemény | |   |

| „                                         | ...a magyaroktól nem volt szégyen kikapni. Megvallom el sem tudtam képzelni azt, hogy ilyen jó lehessen a magyar együttes... | ” |
| – Billy Wright, az angol csapat kapitánya | |   |

| „                                                         | Sajnos a magyar játékosok nem engedték megmutatni a mieinknek, hogy tulajdonképpen mit is tudnak. Tanulságos volt számunkra a mérkőzés és nem szégyenlünk tanulni a tanítványoktól. A magyarok új elemeket vittek a labdarúgásba és ezzel jelentősen előbbre vitték a sportág fejlődését. | ” |
| – Sir Stanley Rous, az Angol Labdarúgó Szövetség vezetője | |   |

| „                                                         | Olyan élmény volt ez a mérkőzés, amilyenben nagyon ritkán lehet része egy sportembernek. Már az olimpiai selejtezők során megjósoltam, hogy a magyarok nyerik az olimpiai bajnokságot. Megmondtam, hogy legyőzik Londonban az angolokat és azt is kijelentettem, hogy meg fogják nyerni a világbajnokságot is. Három jóslatom közül kettő már beteljesedett. | ” |
| – Vittorio Pozzo, az olaszok egykori szövetségi kapitánya | |   |

## A visszavágó
Az angol válogatott fél évvel később revánsot szeretett volna venni, és visszavágót szerveztek Budapesten. Sebes Gusztáv a magyar válogatott vb-felkészülésébe építette a találkozót. A mérkőzés hatalmas érdeklődést kapott, a magyar közönség várta, hogy hazai pályán is láthassa azt a diadalt, amit előtte csak rádióban hallott vagy újságban olvasott. Az angolokon is nagy nyomás volt, és ehhez mérten elszántan készültek a visszavágásra. Felforgatott, ám még így is erős angol válogatottal érkeztek Magyarországra. Az angolok biztosak voltak abban, hogy a magyar csapat nem fog még egyszer olyan szintű játékot nyújtani, mint az angliai mérkőzésen.
A magyar csapat azonban talán még nagyobb fölényben játszott, és megérdemelten ütötte ki ellenfelét. „Az angolok egy hétre jöttek és 7-1-re mentek!”

| „                                                          | Védőrendszerünk ugyanaz, mint a magyaroké, mégis egészen másnak látszott, mert a magyar hátvédhármas gyorsabb volt, hamarabb és jobban zárt, mint a mieink. Csodálatosan szép és eredményes volt a magyarok játéka, de számunkra igen elkeserítő. A tehetetlenség érzése mindig döbbenetes és mi ezt éreztük. | ” |
| – Walter Winterbottom, az angol válogatott csapat vezetője | |   |

| „                    | Mit is mondjunk a magyarokról? Nem elég a szótár jelzőit elővenni, újakat kell kitalálni. A magyar csapat minden egyes tagja felülmúlhatatlanul játszott, és játékával elbűvölte a világ minden részéből a mérkőzésre érkezett újságírókat és szakembereket. | ” |
| – Angol szakvélemény | |   |

## Kitüntetés
A mérkőzésen pályára lépő magyar játékosok, valamint Mándi Gyula edző munka érdemrendet, Sebes Gusztáv szövetségi kapitány a munka vörös zászló érdemrendjét, Titkos Pál az OTSB labdarúgó-osztályának vezetője és Szepesi György rádióriporter a Szocialista Munkáért érdemérem kitüntetést vehette át.

## Közvetítés
1953-ban Magyarországon még nem volt televíziózás, ezért a mérkőzést a Magyar Rádió közvetítette, a riporter Szepesi György volt.
1996-ban a honfoglalás millecentenáriuma alkalmából a BBC a Magyar Televíziónak ajándékozott egy kópiát a mérkőzés felvételéről. A képfelvétel alá Szepesi György rádióközvetítését illesztették hangnak, kivéve, amikor néhány alkalommal az Aranycsapat még élő tagjai emlékeztek vissza. A mérkőzést műsorra tűzték 2006-ban is, az elhunyt Puskás Ferencre emlékezve.
A hatvanadik évfordulón (2013-ban) a Kossuth Rádió leadta a teljes mérkőzést, a Duna csatorna pedig műsorra tűzte a BBC filmjét. 2015 januárjában még egyszer levetítették a teljes mérkőzést ismételten a Dunán, Buzánszky Jenő búcsúztatása alkalmából. A brit közszolgálati műsorszolgáltató eredeti felvételét a legendás rádióriporter emlékére, Szepesi György halálának napján, 2018. július 25-én az M4 Sport sugározta, ezúttal végig a rádióközvetítés hangjával.
2020-ban sor került az eredeti kópia magyarországi digitális felújítására. A felújított, és a gólok környezetében ki is színezett változatot 2020. november 25-én, a mérkőzés 67. évfordulóján mutatták be a Super TV2 csatornán. A mérkőzés kommentátora Matuz Krisztián volt.

## A magyar labdarúgás napja
A sporttörténeti győzelem emlékére és az Aranycsapat tiszteletére 1993-ban, a mérkőzés 40. évfordulóján a Magyar Labdarúgó-szövetség november 25-ét a magyar labdarúgás napjává nyilvánította.

## A kultúrában

### Hobo Blues Band
A mérkőzésről – pontosabban az adott korról és az akkori hangulatról – írta a Hobo Blues Band a „6 : 3” című dalát, mely részben kifigurázza azt is, ahogy a kor vezetése „a szocializmus győzelmeként” könyvelte el a sporteseményt.

### Játszd újra, Tutti!
A mérkőzésről – pontosabban az adott korról és az akkori hangulatról – Tímár Péter készített vígjátékot 1999-ben azonos címen (6:3), melynek alcíme: Játszd újra, Tutti! Főhőse egy futballrajongó köztisztasági alkalmazott (kukás), aki hozzájut az Aranycsapat volt edzőjének személyes holmijához, köztük egy különleges mezhez, melyet felvéve, az visszarepíti őt az időben a mérkőzés idejébe, amikor megszületett. A főbb szerepekben Eperjes Károly, Szalay Krisztina, Cseh Tamás.